# Schlüsselmittel der Wehrmacht

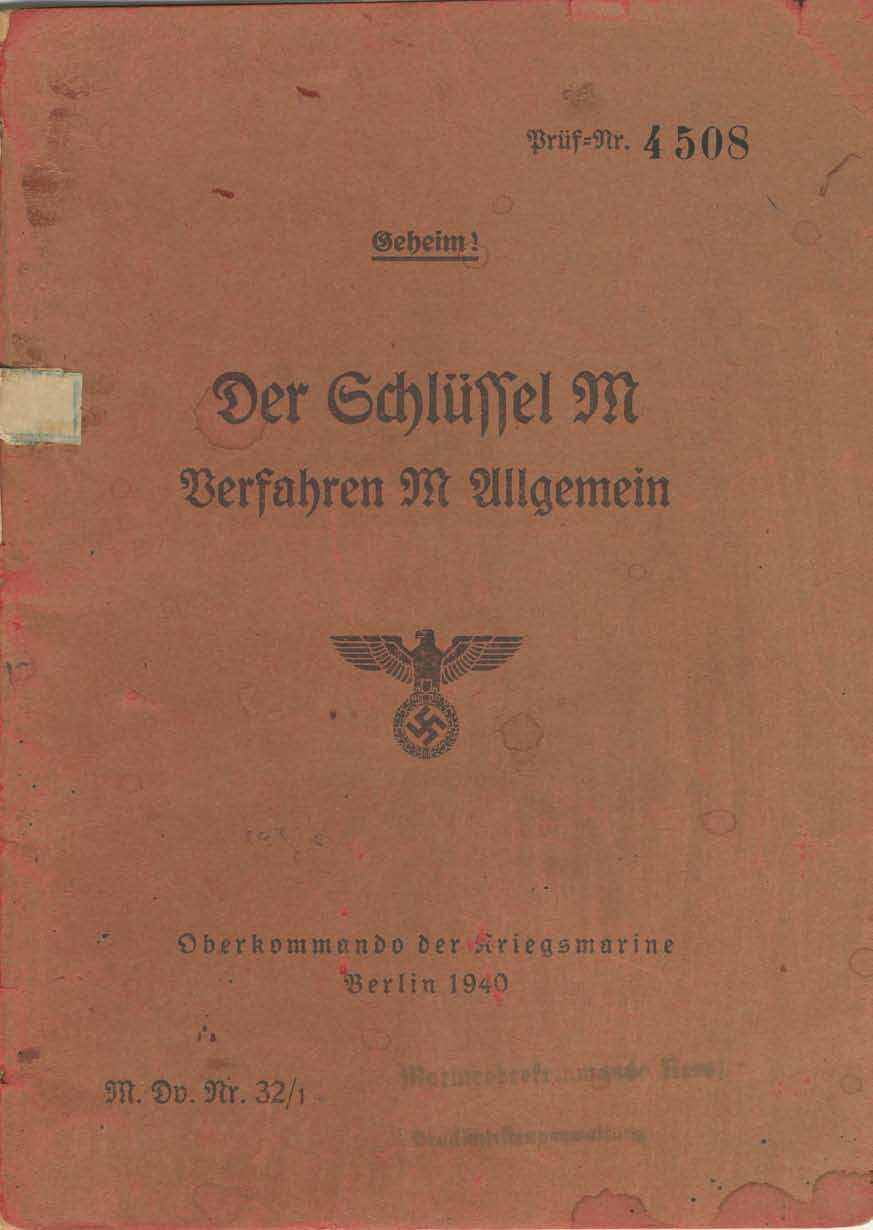
Buchdeckel einer der zahlreichen Dienstvorschriften der Wehrmacht

Schlüsselmittel der Wehrmacht dienten den drei Wehrmachtteilen Heer, Luftwaffe und Kriegsmarine zur Verschlüsselung ihres geheimen militärischen Nachrichtenverkehrs.

## Handschlüssel

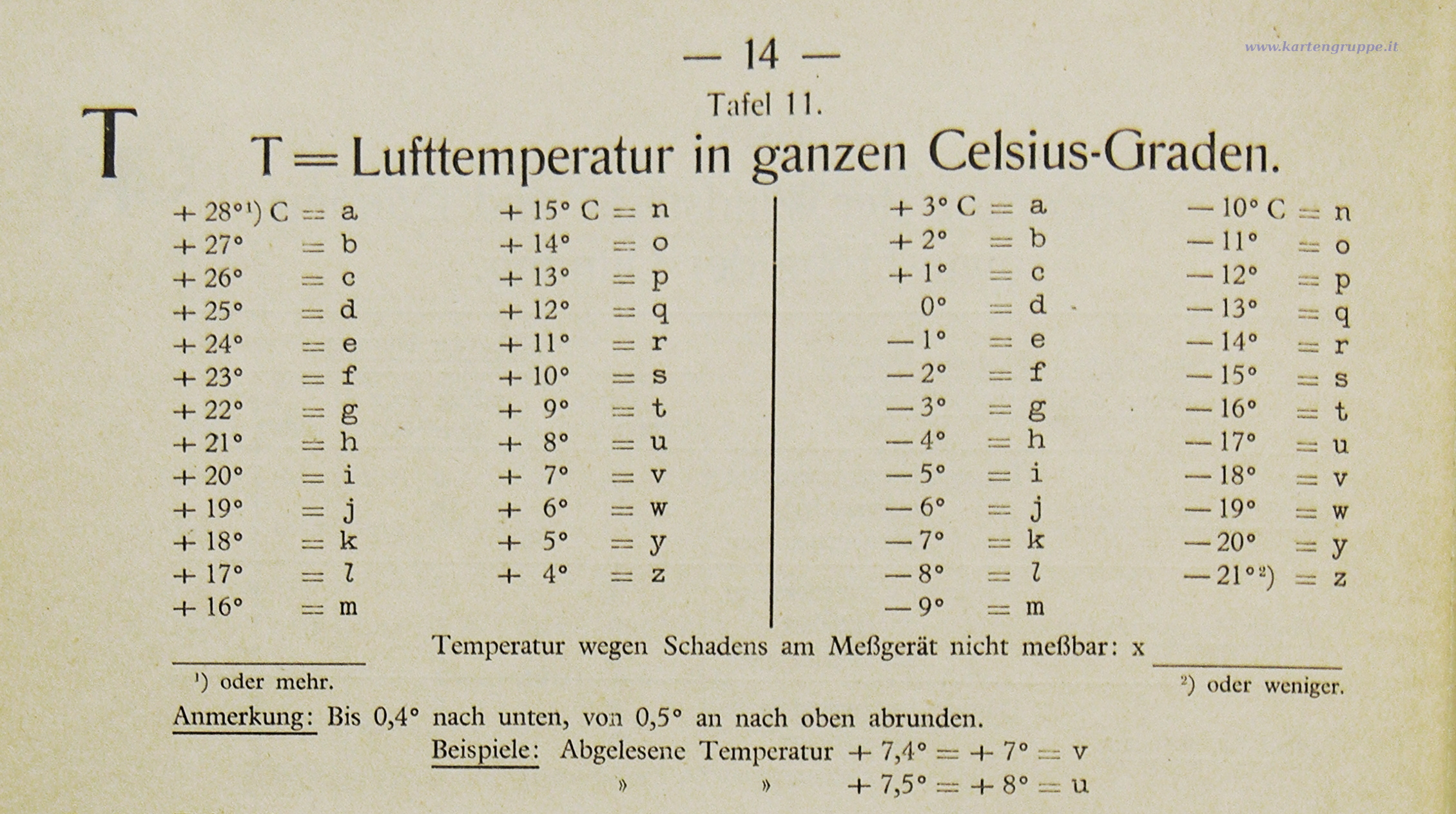
Tafel des Wetterkurzschlüssels zur Umsetzung der Lufttemperatur in dazugehörige Codebuchstaben.

Vor und während des Zweiten Weltkriegs wurden diverse Handschlüssel verwendet, wie beispielsweise der Heftschlüssel, der Doppelkastenschlüssel und der Rasterschlüssel 44 beim Heer oder der Werftschlüssel und das Reservehandverfahren bei der Marine.
Als weitere manuelle Verfahren der Marine zu nennen sind das Kurzsignalheft, ein Codebuch zur Überschlüsselung und Kürzung von allgemeinen Lagemeldungen, sowie der Wetterkurzschlüssel (Bild) zur Überschlüsselung und Kürzung speziell von Wettermeldungen („Wetterkurzsignal“).

## Maschinenschlüssel

### Enigma-Maschine

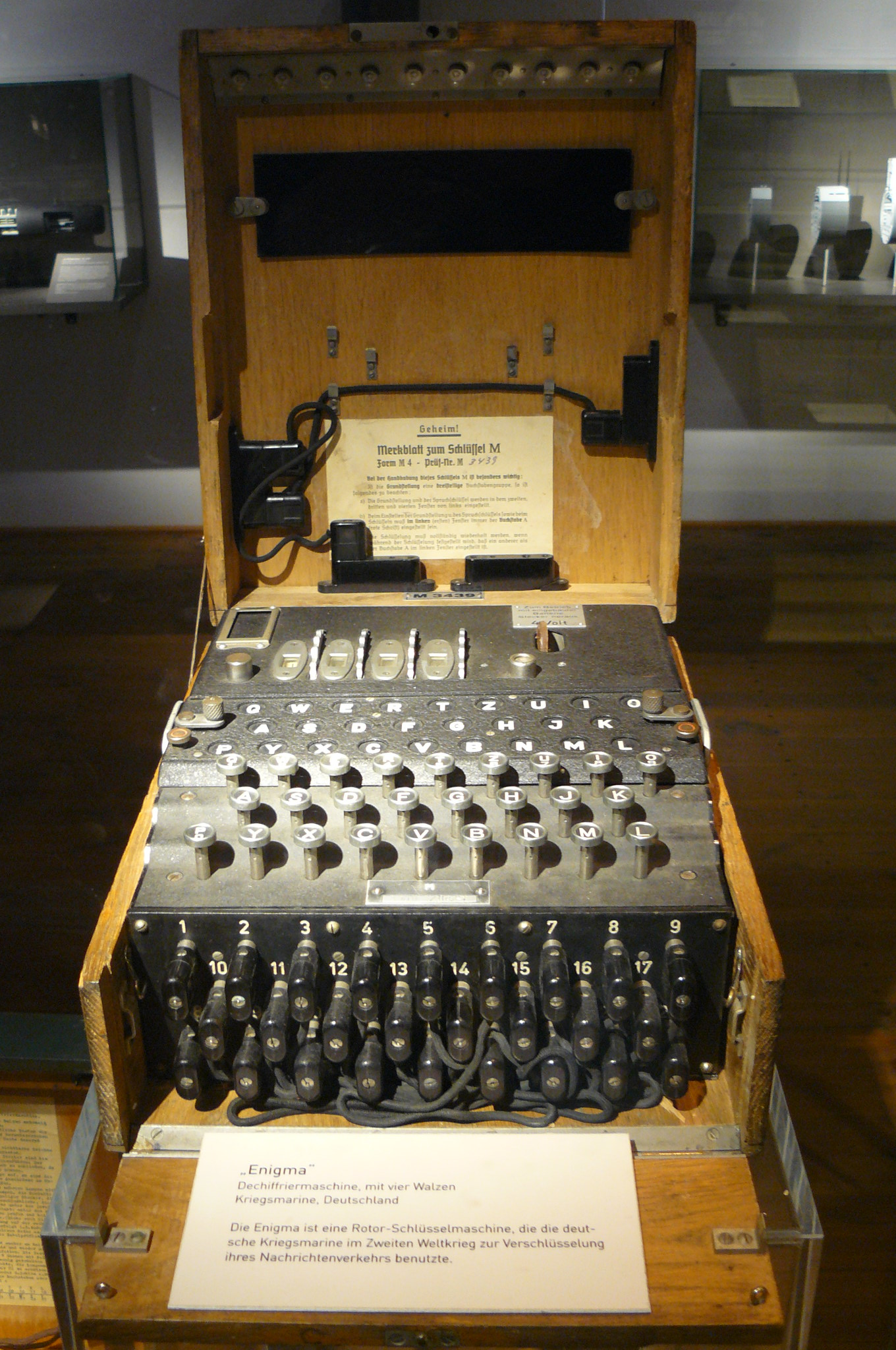
Enigma-M4

Als Maschinenschlüssel wurde in erster Linie die „Enigma“ eingesetzt. Dabei benutzten Heer und Luftwaffe die Enigma I (sprich: „Enigma eins“), das insgesamt meistverwendete Enigma-Modell der Wehrmacht, während die Marine die Enigma-M3 bevorzugte, die über mehr Walzen zur Auswahl verfügte (8 statt nur 5). Ab Oktober 1941 begann die Marine, diese für einige Einheiten durch die kryptografisch deutlich stärkere Enigma-M4 zu ersetzen, insbesondere dann ab Februar 1942 innerhalb des Funkschlüsselnetzes Triton für die U‑Boote im Atlantikkrieg.
Die Enigma-Maschinen wurden hauptsächlich auf Divisionsebene für zumeist taktische Kommunikation eingesetzt. Beispiele beim Heer sind verschlüsselte Funksprüche (FTs) zwischen Armeeoberkommandos (AOKs) und Divisionsgefechtsständen (HQs), bei der Marine beispielsweise zwischen dem Befehlshaber der U‑Boote (BdU) und den auf Hoher See operierenden U‑Booten. Dabei wurde der zu übermittelnde Klartext über eine Tastatur in die Schlüsselmaschine eingegeben und der resultierende Geheimtext Buchstabe für Buchstabe auf einem Lampenfeld abgelesen und notiert. Anschließend wurde dieser zumeist im Morsecode über Funk gesendet. Die Empfangsstelle notierte die Buchstabenfolge und gab sie in eine identisch eingestellte Enigma ein. Dort leuchteten die Klartextbuchstaben auf, die als Nachricht notiert wurden. Die entsprechenden Funksprüche durften eine Länge von 250 Buchstaben (bei Heer und Luftwaffe) beziehungsweise 320 Buchstaben (bei der Marine) nicht überschreiten.

### Schlüsselfernschreibmaschine

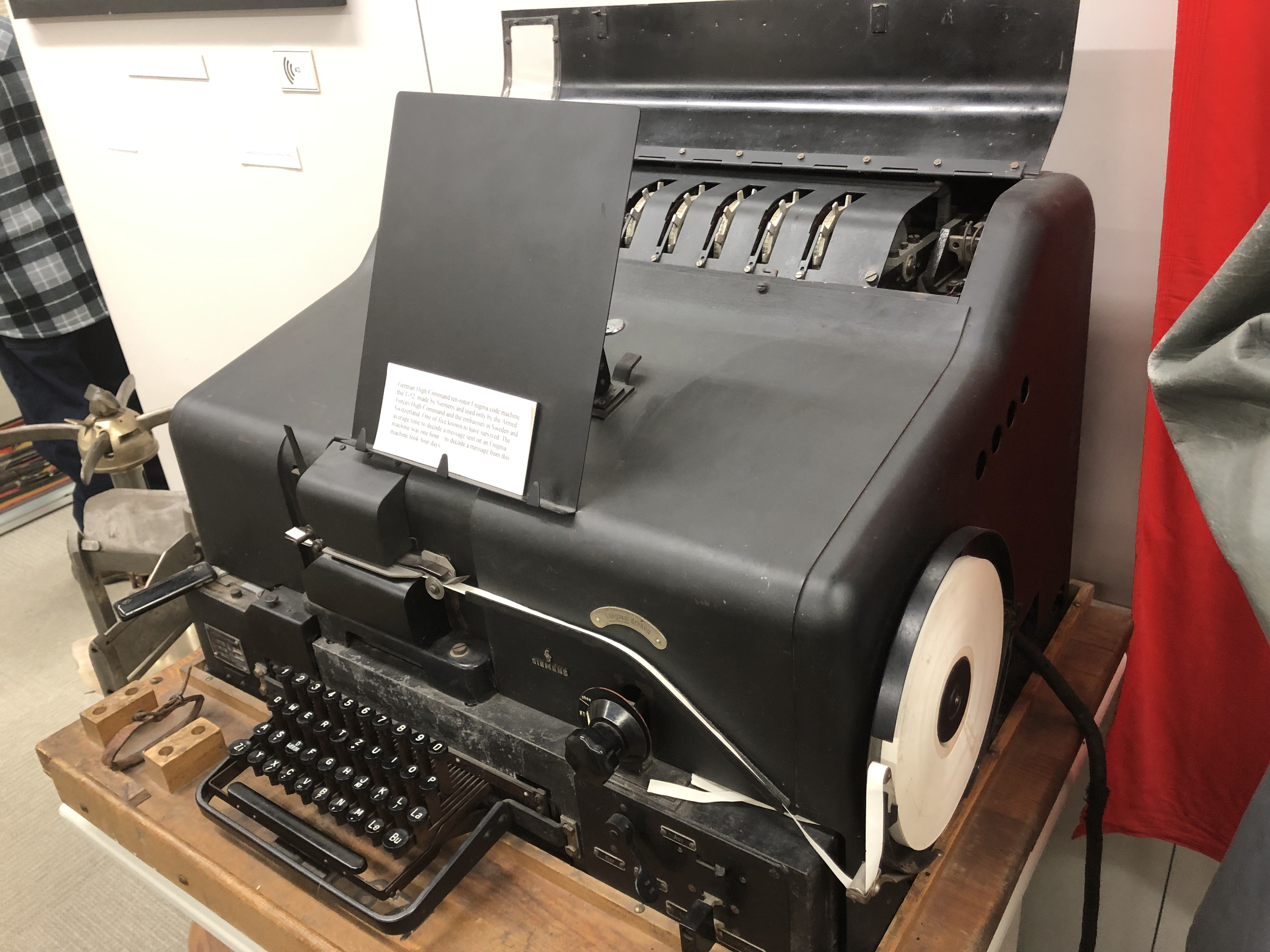
Schlüsselfernschreibmaschine T52

Oberhalb der Divisionsebene gab es für den strategischen Nachrichtenaustausch spezielle Fernschreibmaschinen. Diese waren schwerer und voluminöser als die Enigma, konnten aber im Gegensatz zu dieser die Texte auf Papier drucken. Sie wurden nicht innerhalb mobiler Verbände, sondern in ortsfesten Hauptquartieren genutzt.
Die Luftwaffe setzte in ihren ortsfesten Funkstellen ab 1942 die Schlüsselfernschreibmaschine T52 (SFM) ein. Diese Maschine war von der Firma Siemens & Halske ursprünglich unter dem Namen „Geheimschreiber“ für die Marine entwickelt worden. Innerhalb der Wehrmacht kam es im Laufe des Krieges zur Verwendung unterschiedlicher, teilweise untereinander inkompatibler Varianten der T52, wie T52a, T52b, T52c, T52ca, T52d und T52e.
Darüber hinaus gab es noch die Schlüsselfernschreibmaschine T43 (SFM T43), speziell für Marine und Luftwaffe entwickelt, die im Gegensatz zu allen anderen Maschinen das Einmalschlüssel-Verfahren (englisch One-Time-Pad) nutzte. Dieses garantierte perfekte kryptografische Sicherheit, vorausgesetzt bei der Erzeugung und Verwendung des Schlüssels passierten keine Fehler.

### Schlüssel-Zusatz

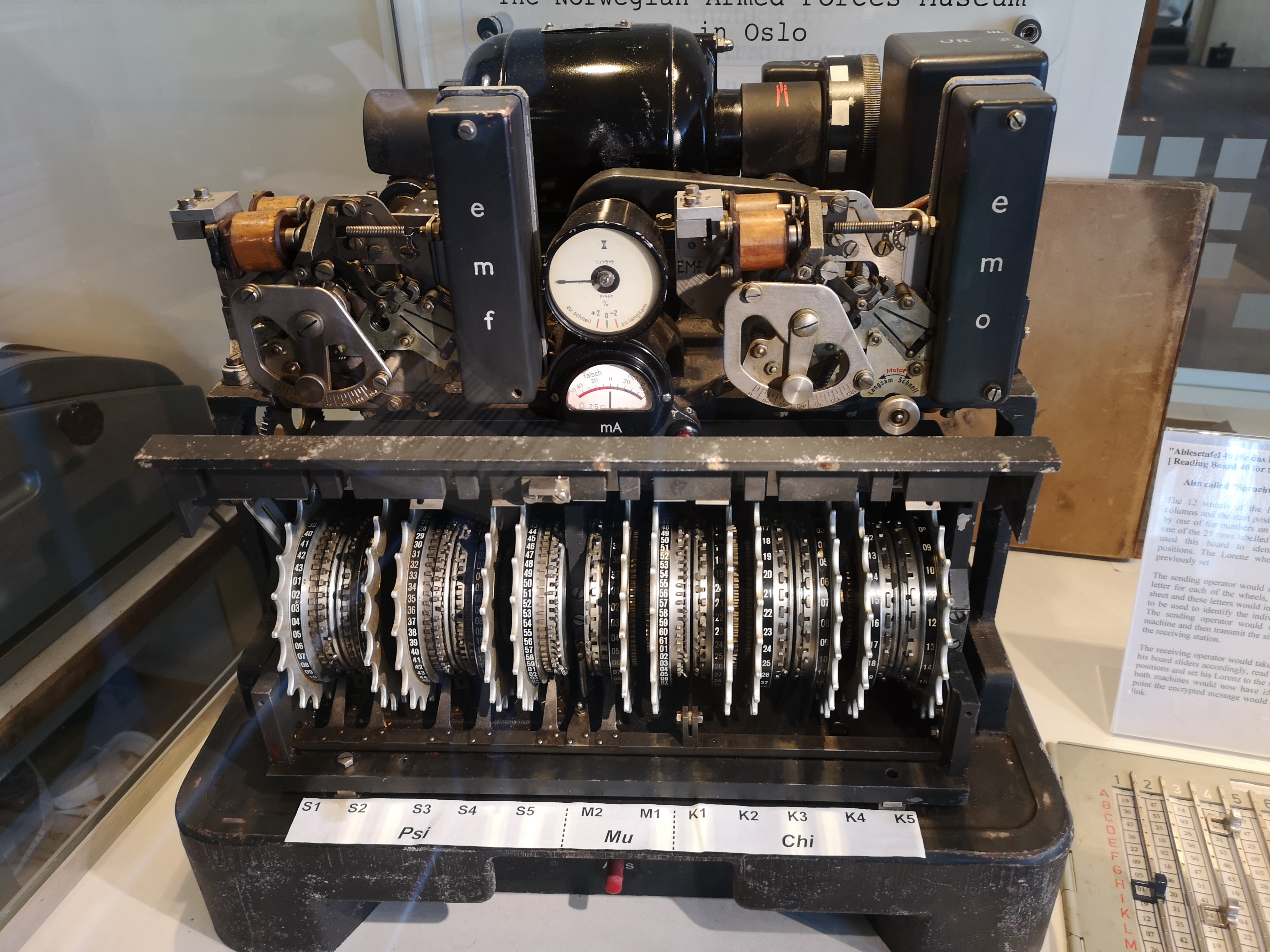
Schlüssel-Zusatz SZ42

Eine dritte Rotor-Chiffriermaschine, die hauptsächlich vom Heer verwendet wurde, war der sogenannte „Schlüssel-Zusatz“ (SZ).  Dieser war von der C. Lorenz AG als Zusatzgerät zu einem ihrer Fernschreiber entwickelt worden, zunächst in der Form SZ 40 und kurz darauf als verbesserte Modelle SZ 42 und SZ 42a.
Von den meisten manuellen und maschinellen Verfahren gab es Varianten, die sich auch durch die Verfahrensvorschriften unterscheiden konnten. Von Zeit zu Zeit gab es hier Anpassungen oder Modifikationen, die in den drei Wehrmachtteilen zuweilen deutlich unterschiedlich gehandhabt wurden.